# CC Höganäs byggkeramik
CC Höganäs byggkeramik AB är ett företag med tyngdpunkt på försäljning av byggnadsklinker, med huvudkontor i Ekeby, Bjuvs kommun i västra Skåne. Produktionen sker, efter den svenska fabriken Skrombergaverkens nedläggning 2008, i Italien och Portugal. CC Höganäs ägs av italienska Ricchetti Group och omsatte år 2007 460 miljoner kronor och hade 220 anställda. Produktionen stängdes inför sommaren 2007 och 123 års byggkeramisk produktion gick i graven. Bolaget fortsätter som importör och detaljist på den Svenska marknaden. 2008 hade företaget 175 anställda.